# Somaglia
Somaglia est une commune italienne d'environ 3 200 habitants située dans la province de Lodi, en Lombardie, dans le Nord de l'Italie.

## Géographie
La commune de Somaglia est située à 25 kilomètres au sud de Lodi et à 15 kilomètres au nord de Plaisance.

## Monuments
Deux monuments :
- L'église paroissiale, consacrée le 31 décembre 1773, présente un plan carré qui fut dessiné par l'architecte milanais Giulio Galieri.

- Le château Cavazzi a été plusieurs fois modifié. La construction que l'on peut visiter aujourd'hui est du XVe siècle. Le château fut cédé à la municipalité en 1980 par la comtesse Guendalina Cavazzi.

## Administration
| Période                                  | Période | Identité | Étiquette | Qualité |
| ---------------------------------------- | ------- | -------- | --------- | ------- |
|                                          |         |          |           |         |
| Les données manquantes sont à compléter. |         |          |           |         |

### Hameaux
San Martino Pizzolano

### Communes limitrophes
Casalpusterlengo, Codogno, Ospedaletto Lodigiano, Senna Lodigiana, Fombio, Calendasco, Guardamiglio

## Galerie de photographies

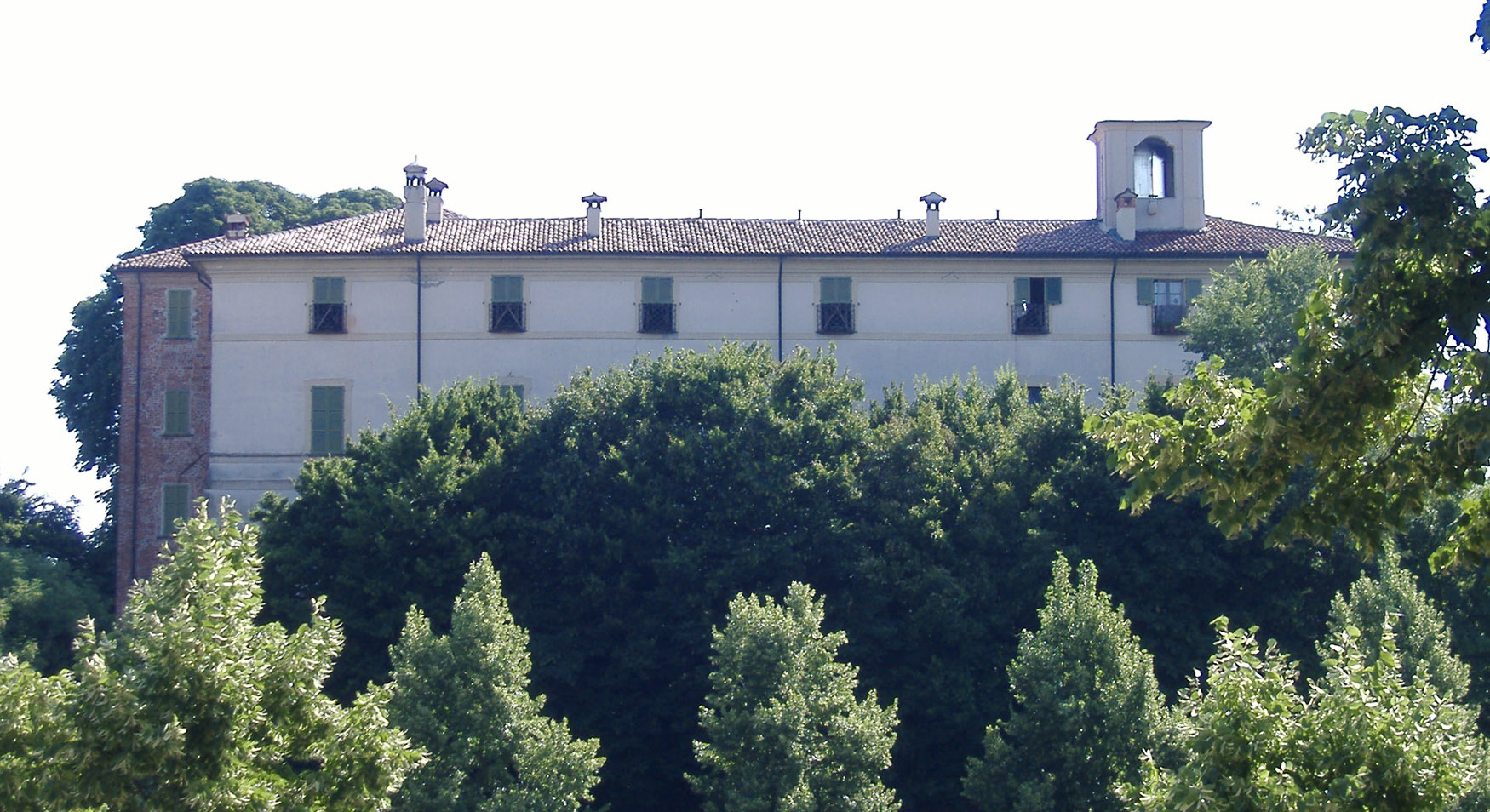
Le château Cavazzi.
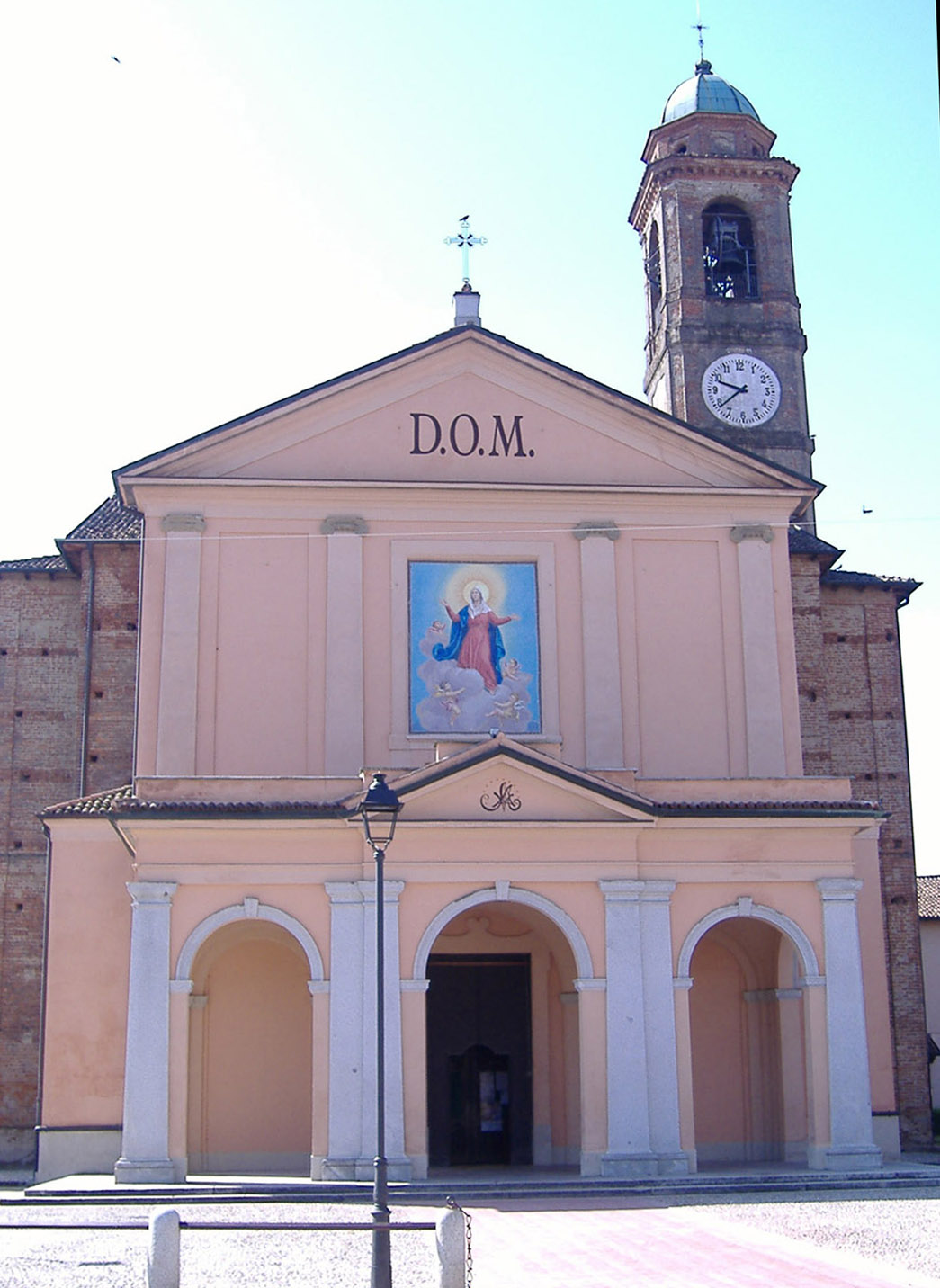
L'église paroissiale.
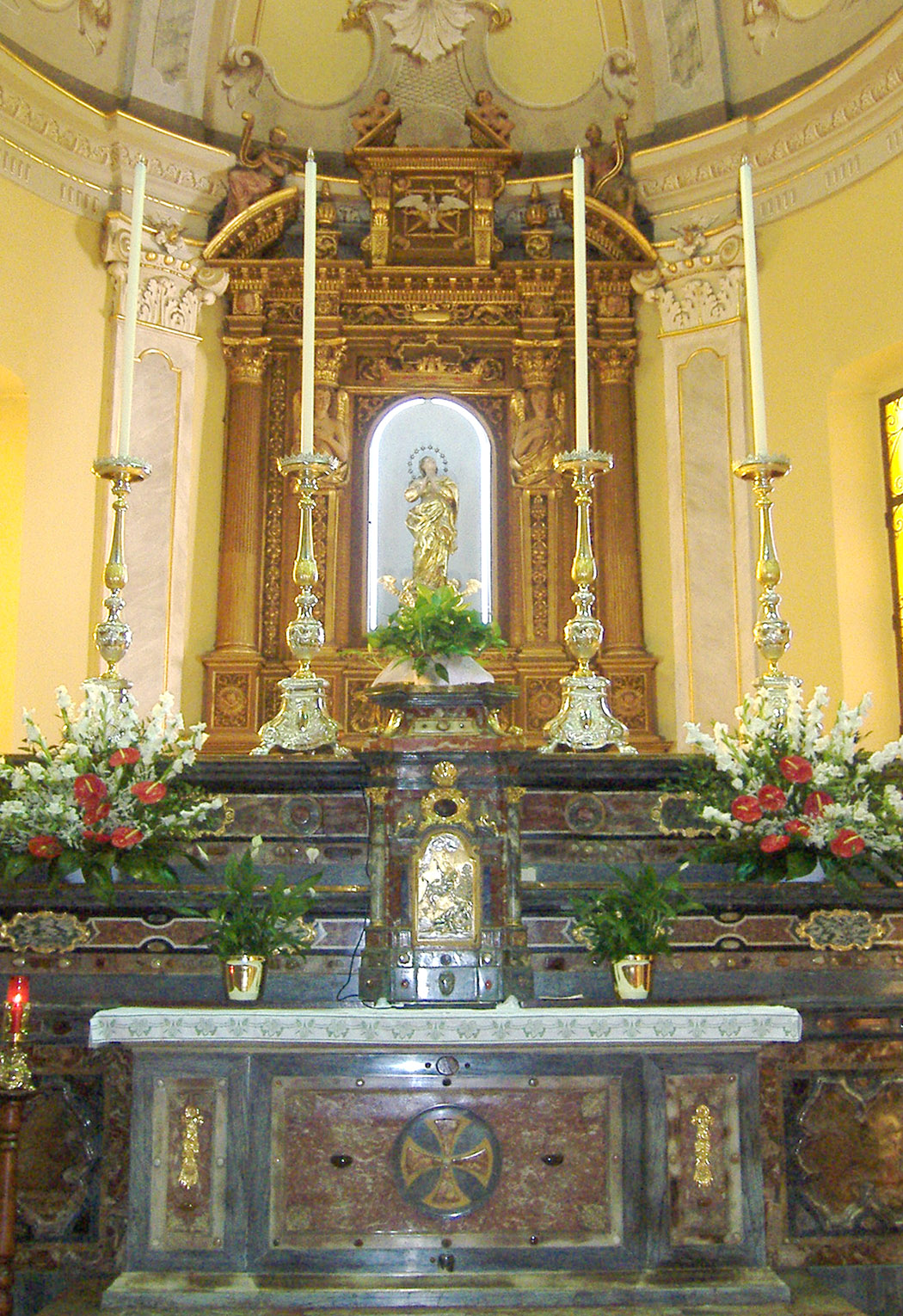
L'intérieur de l'église paroissiale.